# Seeburg
Seeburg település Németországban, azon belül Alsó-Szászország tartományban. Lakosainak száma 1609 fő (2023. december 31.).

## Népesség
A település népességének változása:
| Lakosok száma | 1585 | 1598 | 1613 | 1572 | 1572 | 1619 | 1609 |
|               | 2015 | 2016 | 2017 | 2019 | 2021 | 2022 | 2023 |